# Viktor (League of Legends)
(Frase di presentazione di Viktor)
Viktor è un personaggio immaginario del franchise di League of Legends, creato da Riot Games. Originariamente introdotto come Campione giocabile per il videogioco nell'aggiornamento del 29 dicembre 2011, è successivamente apparso in varie opere derivate, così come nella serie animata Arcane. Scienziato transumanista di Zaun noto come "L'Araldo delle Macchine" (The Machine Herald) e votato al progresso dell'umanità, Viktor era un tempo legato da un'amicizia fraterna con Jayce, assieme al quale ha ideato l'Hextech, ma negli anni ha finito per convincersi che l'evoluzione sia possibile solo abbracciando la tecnologia, motivo per il quale ha modificato il suo corpo terminalmente malato con numerosi innesti meccanici divenendo un cyborg.

## Biografia del personaggio

### League of Legends
Viktor è stato aggiunto al roster di Campioni di League of Legends il 29 dicembre 2011. Come stabilito dalla lore scritta da Graham McNeill, Viktor è un brillante inventore che si è fatto strada da Zaun sino all'Accademia di Piltover contribuendo, tra i tanti successi accademici, alla creazione di Blitzcrank e all'ideazione della tecnologia Hextech assieme all'amico Jayce, dal quale tuttavia si allontana per motivi etici dopo che la sua ossessione per la Gloriosa Evoluzione, pinnacolo evolutivo della razza umana, lo porta a sacrificare la sua stessa umanità innestando componenti meccaniche nel suo corpo affetto da un male incurabile sino a diventare più macchina che uomo.
Le principali armi di Viktor nel videogioco sono la creazione di campi gravitazionali per rallentare o respingere i nemici e l'emissione di raggi d'energia dall'Hexclau - un braccio addizionale posto sulla sua schiena - o dal suo scettro Hexcore.

### Arcane

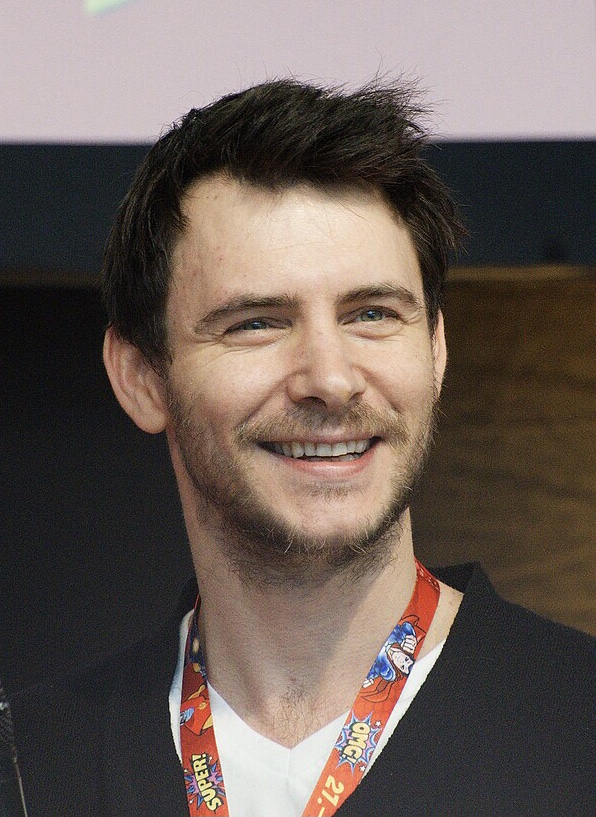
Harry Lloyd, doppiatore di Viktor in Arcane.

Nella serie animata Arcane, Viktor è un geniale scienziato di Zaun, di salute cagionevole sin da bambino, che a causa della tossicità del luogo ha sviluppato una malattia degenerativa divenendo progressivamente zoppo e costretto a indossare un bustino, ma il cui intelletto lo porta prima a diventare allievo di Singed e successivamente a entrare all'Accademia di Piltover e vestire la carica di assistente del rettore, il professor Heimerdinger. Anni dopo, quando gli esperimenti segreti di Jayce Talis per creare artificialmente la magia vengono alla luce rischiando di farlo espellere, Viktor, intrigato dal loro potenziale, gli offre il suo appoggio permettendogli di introdursi di nascosto nel laboratorio con la complicità di Mel Medarda, dando così origine a una nuova forma di tecnologia magica che battezzano Hextech.
Circa sette anni dopo Jayce e Viktor, divenuti amici fraterni oltre che colleghi, hanno portato l'Hextech in tutto il mondo, nonostante solo il primo sia al centro dell'attenzione mediatica, mentre il secondo preferisca rimanere nell'ombra. Inoltre, la malattia di Viktor si aggrava rendendolo terminale motivo per il quale riallaccia i rapporti con Singed ottenendo una dose di Shimmer per permettere alla sua nuova creazione, l'Hexcore, di guarirlo ma, nonostante i buoni risultati, dopo che un incidente in laboratorio provoca la morte della sua amica d'infanzia ed assistente Sky Young, Viktor decide di fermare gli esperimenti e fa promettere a Jayce di distruggere l'Hexcore, poco prima di accompagnarlo alla Consulta per votare l'indipendenza di Zaun rimanendo vittima del razzo sparatovi da Jinx, cosa che costringe Jayce a usare proprio l'Hexcore per salvarlo, inibridandolo all'hextech tramite vari innesti meccanici, motivo per cui Viktor, una volta ripresi i sensi, si allontana da lui poiché furioso che abbia usato l'artefatto anziché distruggerlo; lo scienziato fa dunque ritorno a Zaun scoprendosi in grado di guarire le persone dipendenti dallo Shimmer, che dunque iniziano a venerarlo come una figura messianica.
Mesi dopo, Viktor edifica una comune e diviene un noto guaritore detto "l'Araldo", sviluppando inoltre la capacità di connettersi telepaticamente a chiunque abbia guarito. Dopo aver saputo dei suoi poteri, Vi e Jinx decidono di portarvi il redivivo padre adottivo, mutato in un ibrido uomo lupo, tuttavia prima che possa guarirlo la comune viene presa d'assalto da Singed e le truppe noxiane di Ambessa, dando luogo a una serie di tumulti a seguito dei quali Viktor viene assassinato da Jayce, il quale è stato testimone della distruzione che ha causato nel futuro ed è tornato per fermarlo. Sopravvissuto possedendo i suoi discepoli, Viktor realizza che la Gloriosa Evoluzione della razza umana è resa impossibile dalla sua stessa natura erratica ed emotiva, motivo per il quale si allea con Singed e Ambessa facendosi iniettare il sangue dell'uomo lupo per generarsi un nuovo corpo ed assalire Piltover con l'intento di connettere tutta l'umanità alla sua mente alveare utilizzando l'Hexgate, proposito che viene però ostacolato da Jayce mostrandogli che il suo viaggio nel tempo è stato reso possibile proprio dalla versione futura di Viktor, pentito della devastazione provocata; riconciliatisi, Viktor e Jayce utilizzano le rune per distruggere l'anomalia Hextech venendone disintegrati.

## Concezione e sviluppo
Il primo bozzetto realizzato da Michael Maurino col nome provvisorio di "Hexmage" presentava già praticamente tutte le caratteristiche definitive del personaggio, nonostante il terzo braccio fosse inizialmente concepito solo come un arto addizionale e l'idea del laser sia stata concepita solo in seguito. Ideato per il ruolo di Mago, Viktor non ha subito particolari cambiamenti né di design né di modalità di gioco fino al 2024 quando, dopo l'uscita della seconda stagione di Arcane, ha ricevuto una serie di rework e delle nuove skin per renderlo più simile alla sua controparte televisiva, tanto che alcune vesti grafiche hanno iniziato a usare come epiteto "L'Araldo dell'Arcane" (Arcane Herald).
Le origini e il background del personaggio sono stati scritti da Graham McNeill. Viktor si è unito ufficialmente al roster di Campioni nel'ultimo aggiornamento del 2011, con la voce del doppiatore statunitense Owen Thomas già interprete di Twisted Fate. Harry Lloyd ha doppiato Viktor nella serie televisiva d'animazione Arcane, caratterizzandolo con un marcato accento ceco.

## Accoglienza

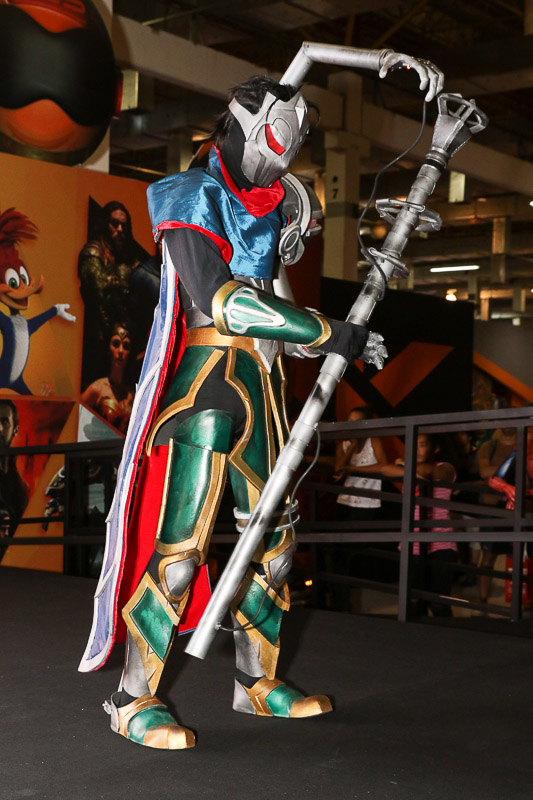
Cosplayer di Viktor.

Prima del 2021, Viktor non è mai stato un personaggio particolarmente popolare all'interno della community di League of Legends, essendo tra i Campioni con la percentuale di scelta più bassa del gioco, con una media oscillante tra 3,05% e 4,4%; tuttavia a seguito dell'uscita di Arcane la popolarità del personaggio ne ha fortemente beneficiato, arrivando a un tasso di scelta del 13,93%. La serie ha fornito una rappresentazione di Viktor molto più umana, raffigurandolo non solo come l'antieroico scienziato pazzo che è la sua controparte videoludica ma, anzi, descrivendone il lento percorso di trasformazione e la nascita delle sue ideologie morali, fino alla corruzione dettata dalla sua stessa sete di conoscenza; caratteristiche che sono valse il plauso sia della critica che degli spettatori.
Christian Linke e Alex Yee, sceneggiatori di Arcane, hanno inoltre voluto porre una particolare attenzione all'evoluzione del rapporto tra Viktor e Jayce nel corso della serie, evidenziandone il profondo affetto nonostante gli scontri ideologici, cosa che ha portato numerosi spettatori a darne una lettura in chiave omosessuale, sebbene gli autori stessi abbiano specificato di aver scritto la relazione tra i due personaggi come "un'amicizia fraterna".

## Altre apparizioni

### Videogiochi
Viktor è comparso anche nei giochi spin-off di League of Legends: Teamfight Tactics, Legends of Runeterra e League of Legends: Wild Rift.

### Narrativa
Il 2 dicembre 2016, Riot Games ha pubblicato, sul sito ufficiale di League of Legends il racconto breve "La casa in Emberflit Alley" (House on Emberflit Alley), dove un ragazzino entra a casa di Viktor e questi sperimenta su di lui un farmaco per inibire la paura.
Viktor è inoltre un co-primario della serie di webcomic su Ekko "Una vita perfetta" (A Perfect Life), rilasciata sul sito del videogioco nel 2022 per un totale di cinque numeri.

### Video
Il personaggio è apparso nelle cinematiche "Mac Client Available" (2013), "Worlds Collide" (2015), "Just One More" (2018), "Unstoppable" (2018), "Return to the Stars" (2020) e "OPERATION: SONGBIRD" (2020).
Inoltre, nel 2024, Viktor è stato protagonista del video musicale "The Line" dei Twenty One Pilots, dedicato alla sua trasformazione nell'Araldo dell'Arcane all'interno della serie animata.